# S-10
La autovía de Acceso Este a Santander (S-10) es una autovía cuyo primer tramo se inauguró a fines de la década de 1980 y que sirve de acceso desde el este a la ciudad de Santander, en Cantabria (España). Su recorrido consta de 16 km en los que circunvala la bahía de Santander. Parte de la avenida de Parayas en Santander y atraviesa los municipios de Camargo y El Astillero hasta llegar al enlace con la autovía del Cantábrico en Solares, en el municipio de Medio Cudeyo.
Es una de las carreteras de Cantabria con más tráfico de vehículos, pues, junto con la S-20, es la principal vía de entrada a Santander y además comunica gran parte del área metropolitana con la capital. La construcción de la S-30 o autovía Ronda de la Bahía ayudó a descongestionar la S-10, una de las que mayor tráfico soporta de la comunidad autónoma, al ser utilizada como circunvalación del área metropolitana de Santander, conectando con la autovía A-67 (Santander-Torrelavega).
La S-10 autovía fue inicialmente un desdoblamiento de la N-635 en su tramo El Astillero-Santander llevado a cabo en los años 1990 para permitir un mayor tráfico en el entorno de la capital cántabra y del Puerto de Santander. Posteriormente se construiría el tramo Solares-Astillero ya como autopistas. Hoy en día esta vía rápida es la que mayor intensidad media diaria (IMD) de vehículos tiene en Cantabria.[cita requerida]

## Tramos
| Denominación | Tramo | Año servicio | Longitud (km) |
| ------------ | --- | ------------ | ------------- |
| S-10         | S-21 La Marga - A-67 Nueva Montaña Tramo: Enlace de La Marga Tramo: S-21 La Marga - A-67 Nueva Montaña                                                      | 2003 1991    | - 1,5         |
| S-10         | A-67 Nueva Montaña - Aeropuerto Seve Ballesteros-Santander Tramo: Enlace de Nueva Montaña Tramo: A-67 Nueva Montaña - Aeropuerto Seve Ballesteros-Santander | 1990 1987    | - 1,3         |
| S-10         | Aeropuerto Seve Ballesteros-Santander - Astillero | 1989         | 2,7           |
| S-10         | Astillero - S-30 San Salvador | 1994         | 2,6           |
| S-10         | S-30 San Salvador - A-8 Solares Tramo: S-30 San Salvador - A-8 Solares (primera calzada) Tramo: S-30 San Salvador - A-8 Solares (segunda calzada)           | 1992         | 5,9 5,9       |

## Salidas
| Número de Salida | Nombre de Salida                                                                    | Carreteras que enlaza |
| ---------------- | ----------------------------------------------------------------------------------- | --------------------- |
| 1                | Centro Comercial Puerto Ciudad Transporte Nueva Montaña Torrelavega Palencia Burgos |                       |
| 2                | Puerto deportivo Polígono industrial                                                |                       |
| 3                | Centro Comercial Aeropuerto                                                         | N-636                 |
| 4                | Maliaño Alto de Maliaño                                                             |                       |
|                  | Túnel de Maliaño                                                                    |                       |
| 5                | Maliaño (Av. de Cantabria) Polígono industrial La Cerrada                           |                       |
| 6                | El Astillero Guarnizo Astander                                                      |                       |
|                  | Túnel de El Astillero                                                               |                       |
| 7                | Pontejos Pedreña Somo                                                               | CA-141                |
| 8                | Palencia Oviedo Burgos Torrelavega                                                  |                       |
| 11               | Heras Pedreña                                                                       | N-635 CA-145          |
| 13A              | Solares                                                                             | N-635                 |
| 13B              | Torrelavega Oviedo                                                                  | N-634                 |
|                  | Continúa a Bilbao por la                                                            |                       |